# Metastabiliteit

Een klassiek metastabiel systeem. In toestand 1 is de bal in een metastabiele toestand: kleine verstoringen zullen de bal niet uit evenwicht brengen. In 2 de overgangstoestand en in 3 de absoluut stabiele toestand van laagste energie.

Metastabiliteit is in de natuurwetenschappen de evenwichtstoestand van een systeem die niet absoluut stabiel is; er bestaat een toestand die energetisch gunstiger is, maar waarin het systeem desondanks vooralsnog niet overgaat. Dit metastabiele evenwicht is bestand tegen kleine verstoringen; bij voldoende grote verstoringen zal de energetische overgang van het systeem alsnog plaatsvinden.

Schematische weergave van kookvertraging.

Een voorbeeld is kookvertraging, waarbij water tot boven het kookpunt wordt verhit, zonder dat het gaat koken. De gasvorm van het water, waterdamp, is dan weliswaar thermodynamisch (energetisch) gunstiger, maar de microscopische belletjes die zich in de vloeistof vormen door fluctuaties, worden geen echte bellen: de microscopische belletjes zijn energetisch niet gunstig, omdat ze relatief veel oppervlakte-energie hebben, vergeleken met de energieverlaging in het gas daarbinnen. Pas als een bel een bepaalde grootte heeft, is dit voldoende gunstig om de bel door te laten groeien. Een externe verstoring (bijvoorbeeld het inbrengen van een ruw oppervlak of het stoten tegen de houder) kan dan zo'n voldoende grote bel veroorzaken, en leiden tot het plotseling optreden van heftig koken.

## Verdere voorbeelden
- superkoeling: 
  - ruige rijp (ijsbloemen, ijskristallen)
  - natriumacetaat-verwarmertje
- superkritische fase
- martensiet